# Danièle Nouy
Danièle Nouy, née le 30 juillet 1950 à Rennes (Bretagne), est une haut fonctionnaire française qui fut notamment présidente du conseil de supervision au sein de la Banque centrale européenne (BCE) du 1er janvier 2014 au 31 décembre 2018.

## Biographie

### Jeunesse et études
Danièle Nouy naît en Bretagne. Son père est employé à la Banque de France. Elle effectue ses études à l'Institut d'études politiques de Paris. Elle est titulaire d'une licence de droit obtenue à l'université d'Assas. Elle est admise au concours de la Banque de France en 1974, à 24 ans. Elle s'y classe deuxième.
Elle a deux filles.

### Parcours professionnel
Elle est nommée représentante de la Banque de France à New York en 1985, et elle conserve ce poste jusqu'en 1986. Elle y représente la Banque de France auprès de la Réserve fédérale des États-Unis. Elle est ensuite secrétaire générale du Comité Bâle pour la supervision bancaire entre 1998 et 2003.
En 2003, elle devient secrétaire générale de la commission bancaire. Elle est présidente du  Comité européen des contrôleurs bancaires de 2006 à 2008.
Du 1er janvier 2014 au 31 décembre 2018, elle est présidente du conseil de supervision au sein de la Banque centrale européenne, responsable du Mécanisme de Surveillance Unique.
Pour sa nomination, M. Mario Draghi, président de la BCE, a déclaré : « La nomination de la présidente du Comité de supervision marque une étape importante dans la mise en place par la BCE du Mécanisme de Surveillance Unique pour les banques de la zone euro. Mme Nouy possède une expérience longue de près de quarante ans dans le domaine de la supervision bancaire. Sa nomination permettra au Comité de supervision de commencer ses travaux prochainement et d’établir la structure répondant à l’ensemble des exigences organisationnelles, en vue d’assumer les missions de supervision qui nous ont été confiées, à compter du 4 novembre 2014 ».
Du 9 mars 2010 au 31 décembre 2013, elle est secrétaire général de l'ACPR (Autorité de contrôle prudentiel et de résolution).
De 1976 à 1996, elle travaille au sein de la Banque de France.

## Décorations
- Officier de la Légion d'honneur Elle est faite chevalier le 21 mars 2008[9], et est promu officier le 14 juillet 2019[10].
- Officier de l'ordre national du Mérite Elle est directement faite officier le 13 mai 2011[11].